# Hanna Neumann
Hanna Neumann   (Berlín, 12 de febrer de 1914 - Ottawa, 14 de novembre de 1971), de soltera Hanna von Caemmerer, va ser una matemàtica alemanya, coautora de l'anomenada Extensió HNN i d'una conjectura que porta el seu nom.

## Biografia
Va néixer a Lankwitz, un poblet avui annexat a Berlín (Alemanya). L'any 1932 es va matricular a la Universitat de Berlín per estudiar matemàtiques i ja durant el primer any va conèixer el que seria el seu futur marit, el també matemàtic Bernhard Neumann. No obstant això, la seva relació es va veure truncada amb l'ascens del nazisme: Bernhard era jueu i va marxar d'Alemanya per poder seguir estudiant a la Universitat de Cambridge (Regne Unit). Hanna, llavors, es va involucrar en grups que lluitaven contra la destrucció de l'obra acadèmica jueva; activitat que li van implicar problemes laborals i econòmics.
Va acabar els seus estudis al 1931 i va començar la seva tesi a la Universitat de Göttingen, però dos anys després, va emigrar a Anglaterra per reunir-se amb el seu amic Bernhard amb el qual havia mantingut contacte per via epistolar. Es van casar un any després a Cardiff (1938).
El matrimoni es va traslladar a Oxford, on Hanna va continuar la seva tesi en teoria de grups sota la direcció de l'algebrista Olga Taussky-Todd, doctorant-se l'any 1944. Al 1940, van obtenir la nacionalitat britànica i va fer classes a la universitat. L'any 1963, tots dos van marxar a Austràlia, on tots dos havien obtingut plaça com a professors titulars, a la Universitat Nacional Australiana.
Hanna Neumann va enunciar la seva conjectura en teoria de grups l'any 1957, sent comprovada de manera independent per Joel Friedman i Igor Mineyev al 2011, més de 50 anys més tard.
Neumann va morir a Otawa d'un aneurisma cerebral el 1971 mentre realitzava una sèrie de conferències per Canadà.
Va dirigir 10 tesis doctorals i va ser mare del també matemàtic Peter Michael Neumann.
La seva obra més coneguda és Varieties of Groups, publicada al 1967. Va rebre nombroses distincions honorífiques australianes.